# Diplotaxis sundingii
Diplotaxis sundingii är en korsblommig växtart som beskrevs av Rustan. Diplotaxis sundingii ingår i släktet mursenaper, och familjen korsblommiga växter. Inga underarter finns listade i Catalogue of Life.